# Moira Harris
Moira Harris (Pontiac, 20 luglio 1954) è un'attrice statunitense.

## Biografia
Tra i lavori più interessanti possiamo citare la partecipazione al film Terminator 3 - Le macchine ribelli (2003) di Jonathan Mostow, dove ha interpretato la parte di Betsy.

### Vita privata
È sposata dal 1981 con il collega Gary Sinise. La coppia ha avuto tre figli: Sophie Ana (nata nel 1988), McCanna Anthony (1990-2024), Ella Jane (nata nel 1992).

## Filmografia

### Cinema
- The Fantasist, regia di Robin Hardy (1986)
- One More Saturday Night, regia di Dennis Klein (1986)
- Gli irriducibili (Miles from Home), regia di Gary Sinise (1988)
- Uomini e topi (Of Mice and Men), regia di Gary Sinise (1992)
- Nonnie & Alex, regia di Todd Field (1995)
- Pecos Bill - Una leggenda per amico (Tall Tale: The Unbelievable Adventures of Pecos Bill), regia di Jeremiah S. Chechik (1995)
- Tre desideri (Three Wishes), regia di Martha Coolidge (1995)
- Breakdown - La trappola (Breakdown), regia di Jonathan Mostow (1997)
- Hellcab - Un inferno di taxi (Chicago Cab), regia di Mary Cybulski e John Tintori (1998)
- Terminator 3 - Le macchine ribelli (Terminator 3: Rise of the Machines), regia di Jonathan Mostow (2003)

### Televisione
- Welcome Home, Bobby, regia di Herbert Wise – film TV (1986)
- Crime Story – serie TV, episodio 1x10 (1986)
- Un giustiziere a New York (The Equalizer) – serie TV, episodi 3x01-3x02 (1987)
- Between Love and Hat, regia di Ron Hardy – film TV (1993)
- Karen Sisco – serie TV, episodio 1x05 (2003)